# Dendrobium mayandyi
Dendrobium mayandyi är en orkidéart som beskrevs av Thomas M. Reeve och Jany Renz. Dendrobium mayandyi ingår i släktet Dendrobium, och familjen orkidéer. Inga underarter finns listade i Catalogue of Life.